# 나팔수
"나팔수"는 1979년에 개봉한 대한민국의 영화이다.

## 캐스팅
- 장미희 : 해수 역
- 유장현
- 이낙훈
- 남궁원
- 최영주
- 김경란
- 문미봉
- 이진형
- 강명자
- 최형인
- 최성란
- 김정하 (특별출연)